# Landom
Landom is een bestuurslaag in het regentschap Banda Aceh van de provincie Atjeh, Indonesië. Landom telt 1647 inwoners (volkstelling 2010).